# Индонезийский исламский союз
Индонези́йский исла́мский сою́з (индон. Partai Sarekat Islam Indonesia, PSII) — исламская политическая партия Индонезии, в 1973 году вошла в состав Партии единства и развития.

## Партия до провозглашения независимости
Предшественником Индонезийского исламского союза была организация «Сарекат Ислам» («Союз ислама»), существовавшая в Голландской Ост-Индии до Второй мировой войны. После раскола, вызванного ростом влияния Коммунистической партии Индонезии, лидер Сарекат Ислам Чокроаминото (индон. Tjokroaminoto) создал в 1923 году Партию исламской ассоциации (индон. Partai Sarekat Islam - PSI). Партия поддержала попытку Сукарно объединить индонезийские политические организации путём создания Индонезийской национальной партии в 1927 году. В 1929 году партия сменила название на Индонезийский исламский союз. В последующем она выступала с критикой националистических позиций других партий, утверждая, что национализм для них значит больше, чем вера в Бога. В 1934 году голландские колониальные власти начали репрессии против индонезийских националистов, Чокроаминото был убит, исламское политическое движение раскололось на несколько течений. В 1942 году после японской оккупации Индонезии, была запрещена всякая политическая деятельность. Несмотря на это, уже в следующем году японцы дали согласие на создание организации Машуми, с помощью которой надеялись контролировать исламское движение в стране. Большинство членов Индонезийского исламского союза вступило в Машуми.

## Партия после провозглашения независимости
В 1947 году Индонезийский исламский союз вышел из Машуми из-за разногласий с её лидерами, особенно с Натсиром. Новая партия провозгласила себя преемницей одноимённой партии, существовавшей до Второй мировой войны. Она не сотрудничала с Машуми после своего отделения, хотя программы обеих партий лишь незначительно различались. Партия имела значительно меньшее, по сравнению с Машуми, количество членов, однако её представители входили в состав нескольких индонезийских кабинетов в 1950-е годы.
31 марта 1951 года Индонезийский исламский союз вошёл в состав Консультативной группы политических партий.
Партия заняла пятое место на парламентских выборах 1955 года, получив 2,9 процентов голосов и восемь мест в Совете народных представителей. На выборах 1971 года она получила 2,4 процента голосов и десять мест. Вскоре партия вошла в состав Партии единства и развития.